# Institut national pour l'évaluation et la sécurité de l'intelligence artificielle
L'Institut national pour l’évaluation et la sécurité de l’intelligence artificielle ou INESIA est une structure créée en 2025 qui est chargée de l'observation des intelligences artificielles. 

## Présentation

### Création
Il s'agit d'un institut public chargé de la surveillance du domaine de l'intelligence artificielle sans mission de contrôle ou de régulation. Cet institut est placé sous le contrôle du secrétariat général de la Défense et de la Sécurité nationale (Premier ministre) et de la direction générale des Entreprises (ministre de l'Économie, des Finances et de la Souveraineté industrielle et numérique). 
La création de l'INESIA ne crée pas de nouvelle structure juridique mais fédère les acteurs nationaux de l’évaluation et de la sécurité, au premier rang desquels :  
- l’Agence nationale de la sécurité des systèmes d'information (ANSSI),
- l’Institut national de recherche en sciences et technologies du numérique (Inria),
- le Laboratoire National de Métrologie et d’Essais (LNE),
- le Pôle d’expertise de la régulation numérique (PEReN)[1].

### Missions
L'objectif de l'INESIA est de :
- analyser les risques systémiques inhérents à l'IA sous le prisme de la sécurité nationale,
- accompagner la mise en place des futures régulations,
- évaluer les performances et la fiabilité des modèles d'IA.

L'INESIA travaille en collaboration avec l'AI Office, l'agence gouvernementale européenne dédiée à l'intelligence artificielle et s'intègrera avec le réseau international des AI Safety Institute (en) (Royaume-Uni, Corée du Sud, États-Unis, Canada, Japon, Singapour, Kenya et Australie),,.